# Friedmans apostlar
Friedmans apostlar är Handelshögskolans i Stockholm studentkårs kör, grundad 1989.

## Etymologi
Körens namn anspelar på Bellmans verk Fredmans Epistlar och den amerikanska nationalekonomen Milton Friedman.

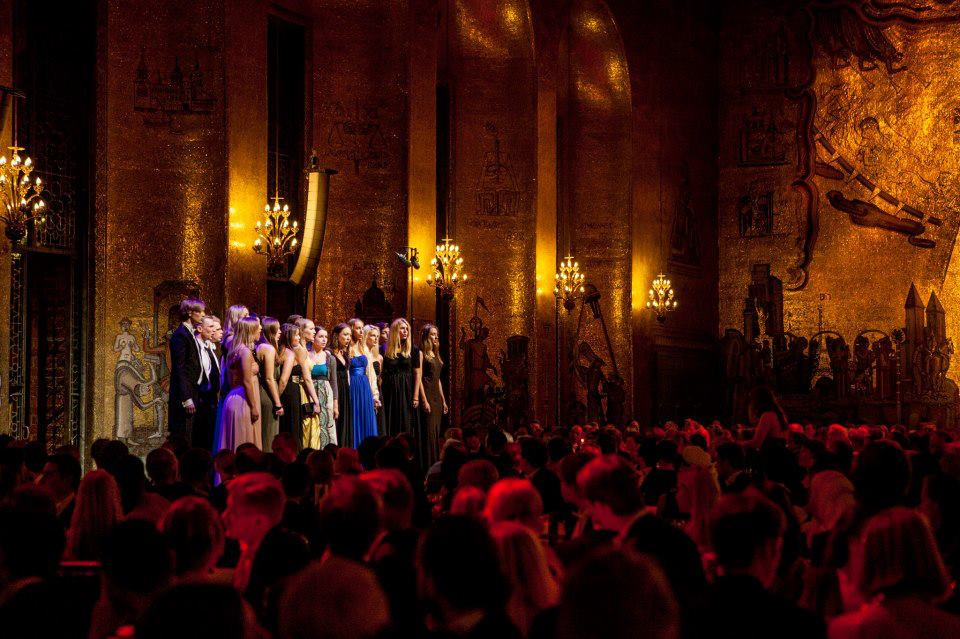
Friedmans Apostlar Handelshögskolan i Stockholms studentkårs kör uppträder under examensceremonin vid Handelshögskolan i Stockholm i Gyllene salen i Stockholms stadshus.

## Historia och verksamhet
Kören bildades 1989 då Handelshögskolans rektor Staffan Burenstam-Linder önskade sång vid doktorspromotionen. En grupp studenter övade in sången De Brevitate Vitae. Kören samarbetade då[när?] bland annat med studentkårens orkester Mercblecket. Under 2010-talet samarbetade kören vid olika tillfällen med Musiksällskapet, studentkårens skolband. 
Kören består av cirka 40 sångare, blandad kör (SATB), under ledning av dirigenten William Rune. Körens dirigent och medlemmar är alla alumner eller studerande vid  Handelshögskolan.

## Dirigenter
Precis som övrig verksamhet i Handelshögskolans i Stockholm studentkår leds även arbetet i Friedmans Apostlar av nuvarande studenter eller alumner vid Handelshögskolan i Stockholm. Dirigenten för Friedmans Apostlar utses gemensamt av sittande styrelse för Friedmans Apostlar och avgående dirigent.
| Årtal     | Dirigent                             |
| --------- | ------------------------------------ |
| Sen 2024  | William Rune                         |
| 2015-2024 | Jakob Rommel                         |
| 2011–2015 | Karin Bergström                      |
| 2010–2011 | Andreas Willgert & Robin Bartholdson |
| 2005–2010 | Lars Strömgren                       |
| 1999–2005 | Katarina Hellberg                    |
| 1998–1999 | Peter Feledy                         |
| 1997–1998 | Carl Michael Gräns                   |
| 1995–1997 | Eva Vitell                           |
| 1994      | Emma Eriksson                        |
| 1993      | Marianne Falksveden                  |
| 1991-1992 | Emma Eriksson                        |
| 1989–1990 | Lotta Åkerblom                       |